# Clusia pachamamae
Clusia pachamamae är en tvåhjärtbladig växtart som beskrevs av Zent.-ruíz och A.Fuentes. Clusia pachamamae ingår i släktet Clusia och familjen Clusiaceae. Inga underarter finns listade i Catalogue of Life.